# Baby Don't Lie
Baby Don't Lie è un brano musicale della cantante statunitense Gwen Stefani, pubblicato il 20 ottobre 2014, sei anni dopo il precedente singolo Early Winter.

## Il brano
Il brano è stato scritto da Gwen Stefani, Ryan Tedder (frontman degli OneRepublic), Benny Blanco e Noel Zancanella, mentre la produzione è di Blanco e Tedder. Si tratta di una canzone midtempo-pop con influenze reggae.
Il brano rappresenta il ritorno da solista dell'artista, vocalist dei No Doubt, a sette anni di distanza dal suo ultimo singolo Early Winter.

## Il video
Il video musicale ufficiale di Baby Don't Lie, diretto da Sophie Muller, collaboratrice di lungo corso di Gwen Stefani, è stato pubblicato il 21 ottobre 2014 sul canale VEVO della cantante.

## Tracce
Download digitale
Testi di Gwen Stefani, musiche di Ryan Tedder e Benny Blanco; edizioni musicali Interscope Records.
1. Baby Don't Lie – 3:21

## Classifiche
| Classifica (2014) | Posizione massima |
| ----------------- | ----------------- |
| Australia         | 53                |
| Belgio (Fiandre)  | 76                |
| Belgio (Vallonia) | 76                |
| Brasile           | 65                |
| Canada            | 21                |
| Cile              | 34                |
| Finlandia         | 19                |
| Francia           | 58                |
| Germania          | 26                |
| Nuova Zelanda     | 36                |
| Paesi Bassi       | 32                |
| Stati Uniti       | 46                |
| Ungheria          | 35                |